# Tālā
Pour les articles homonymes, voir Tala (homonymie).

Le tālā (écrit souvent en samoan tala, sans accents) est la monnaie officielle de Samoa. Son code international ISO 4217 est WST.
En janvier 2005, un euro s'échangeait contre environ 3,58 talas.